# Glutakonat KoA-transferaza
U enzimologiji, glutakonat KoA-transferaza (EC 2.8.3.12) je enzim koji katalizuje hemijsku reakciju
acetil-KoA + (E)-glutakonat {\displaystyle \rightleftharpoons } acetat + glutakonil-1-CoA
Ovaj enzime pripada familiji transferaza, specifično KoA-transferaza. Sistematsko ime ove enzimske klase je acetil-KoA:(E)-glutakonat KoA-transferaza. Ovaj enzim učestvuje u degradaciji stirena i butanoatnom metabolizmu.

## Literatura
- Nicholas C. Price; Lewis Stevens (1999). Fundamentals of Enzymology: The Cell and Molecular Biology of Catalytic Proteins (Third изд.). USA: Oxford University Press. ISBN 019850229X.
- Eric J. Toone (2006). Advances in Enzymology and Related Areas of Molecular Biology, Protein Evolution (Volume 75 изд.). Wiley-Interscience. ISBN 0471205036.
- Branden C; Tooze J. Introduction to Protein Structure. New York, NY: Garland Publishing. ISBN 0-8153-2305-0.
- Irwin H. Segel. Enzyme Kinetics: Behavior and Analysis of Rapid Equilibrium and Steady-State Enzyme Systems (Book 44 изд.). Wiley Classics Library. ISBN 0471303097.